# Bajonnoj
Bajonnoj o Bajonnyj (in russo Байонной, Байонный; in finlandese ''Bajonnoinsaari) è un'isola dell'arcipelago di Valaam situata nella parte settentrionale del lago Ladoga. Amministrativamente fa parte del Sortaval'skij rajon della Repubblica di Carelia, nel Circondario federale nordoccidentale, in Russia.
Bajonnoj è la maggiore delle isole Bajevye, un gruppo di piccole isole che fa parte dell'arcipelago di Valaam e che si trova a nord-est dell'isola di Valaam. A est del gruppo si trovano le isole Krestovye (Крестовые острова), anch'esse parte dello stesso arcipelago. Tra Valaam e Bajonnoj c'è l'isola Svjatoj.

## Storia
Nel XIX secolo c'era sull'isola una cappella di legno dedicata al profeta Eliseo. Il patriarca Cirillo I durante la sua visita a Balaam (8-11 luglio 2010) ha visitato l'isola di Bajonnoj e il 9 luglio 2013 ha consacrato il nuovo monastero dedicato a Sant'Herman di Alaska (Герман Аляскинский). i cui lavori sono stati effettuati nel 2011-2012: è stata eretta una chiesa di legno dedicata a Sant'Herman, una cappella dedicata al profeta Eliseo, due edifici con celle e annessi.